# Algarve Cup 2004
L'Algarve Cup 2004 è stata l'undicesima edizione dell'Algarve Cup, un torneo a inviti di calcio femminile tenuto in Portogallo con cadenza annuale. Ebbe luogo dal 14 al 20 marzo 2004.

## Formato
Le 12 squadre invitate sono divise in tre gruppi che si sfidano in un girone all'italiana.
Il regolamento è lo stesso dall'espansione a 12 squadre, avvenuta nel 2002: le squadre del Gruppo A e del Gruppo B, ovvero quelle con il ranking più elevato, sono le sole a contendersi il titolo. I vincitori di questi due gruppi si sfidano in finale per contendersi l'Algarve Cup. Le seconde classificate dei gruppi A e B si sfidano per il terzo posto e le due terze classificate per il quinto posto. Le squadre del Gruppo C giocano per le posizioni 7-12. La prima classificata del Gruppo C sfida la migliore tra le quarte classificate dei Gruppi A e B in un incontro per il settimo posto. La seconda classificata del Gruppo C, invece, sfida la peggiore fra le quarte classificate dei primi due gruppi, per il nono posto. Le altre due squadre del Gruppo C si sfidano per l'undicesimo posto.
Sono assegnati tre punti per la vittoria, uno per il pareggio e zero per la sconfitta. In caso di parità di punti, sono considerati gli scontri diretti, la differenza reti e i gol fatti.

## Squadre
- Danimarca
- Francia
- Svezia
- Stati Uniti

- Cina
- Finlandia
- Italia
- Norvegia

- Portogallo
- Grecia
- Irlanda del Nord
- Galles

## Fase a gironi

### Gruppo A
| Squadra     | Pt | G | V | N | P | GF | GS | DR |
| ----------- | -- | - | - | - | - | -- | -- | -- |
| Stati Uniti | 6  | 3 | 2 | 0 | 1 | 7  | 4  | +3 |
| Francia     | 6  | 3 | 2 | 0 | 1 | 5  | 5  | 0  |
| Svezia      | 6  | 3 | 2 | 0 | 1 | 4  | 4  | 0  |
| Danimarca   | 0  | 3 | 0 | 0 | 3 | 0  | 3  | -3 |

| Ferreiras 14 marzo 2004                  | Danimarca | 0 – 1  | Svezia |  |
| \| \| \| \| \| \| Marcatori \| Olsson \| |           |        |        |  |
|                                          |           |        |        |  |
|                                          | Marcatori | Olsson |        |  |

| Ferreiras 14 marzo 2004                                               | Stati Uniti | 5 – 1 referto | Francia |  |
| \| \| \| \| \| Wambach Hamm Hucles Mitts \| Marcatori \| Bompastor \| |             |               |         |  |
|                                                                       |             |               |         |  |
| Wambach Hamm Hucles Mitts                                             | Marcatori   | Bompastor     |         |  |

| Quarteira 16 marzo 2004                  | Danimarca | 0 – 1 referto | Stati Uniti |  |
| \| \| \| \| \| \| Marcatori \| Hucles \| |           |               |             |  |
|                                          |           |               |             |  |
|                                          | Marcatori | Hucles        |             |  |

| Quarteira 16 marzo 2004                                   | Svezia    | 0 – 3                   | Francia |  |
| \| \| \| \| \| \| Marcatori \| Lattaf Pichon Bompastor \| |           |                         |         |  |
|                                                           |           |                         |         |  |
|                                                           | Marcatori | Lattaf Pichon Bompastor |         |  |

| Silves 18 marzo 2004                     | Danimarca | 0 – 1  | Francia |  |
| \| \| \| \| \| \| Marcatori \| Pichon \| |           |        |         |  |
|                                          |           |        |         |  |
|                                          | Marcatori | Pichon |         |  |

| Lagos 18 marzo 2004                                                 | Svezia    | 3 – 1 referto | Stati Uniti |  |
| \| \| \| \| \| Andersson Sjöström Öqvist \| Marcatori \| Reddick \| |           |               |             |  |
|                                                                     |           |               |             |  |
| Andersson Sjöström Öqvist                                           | Marcatori | Reddick       |             |  |

### Gruppo B
| Squadra   | Pt | G | V | N | P | GF | GS | DR |
| --------- | -- | - | - | - | - | -- | -- | -- |
| Norvegia  | 7  | 3 | 2 | 1 | 0 | 7  | 1  | +6 |
| Italia    | 6  | 3 | 2 | 0 | 1 | 3  | 4  | -1 |
| Cina      | 4  | 3 | 1 | 1 | 1 | 4  | 1  | +3 |
| Finlandia | 0  | 3 | 0 | 0 | 3 | 2  | 10 | -8 |

| Guia 14 marzo 2004                                                   | Norvegia  | 4 – 1 | Finlandia |  |
| \| \| \| \| \| Lehn Riise aut.’ Gulbrandsen \| Marcatori \| Julin \| |           |       |           |  |
|                                                                      |           |       |           |  |
| Lehn Riise aut.’ Gulbrandsen                                         | Marcatori | Julin |           |  |

| Guia 14 marzo 2004                       | Italia    | 1 – 0 | Cina |  |
| \| \| \| \| \| Pasqui \| Marcatori \| \| |           |       |      |  |
|                                          |           |       |      |  |
| Pasqui                                   | Marcatori |       |      |  |

| Olhão 16 marzo 2004                                        | Norvegia  | 3 – 0 | Italia |  |
| \| \| \| \| \| Pedersen Tønnessen Riise \| Marcatori \| \| |           |       |        |  |
|                                                            |           |       |        |  |
| Pedersen Tønnessen Riise                                   | Marcatori |       |        |  |

| Olhão 16 marzo 2004                                     | Finlandia | 0 – 4                 | Cina |  |
| \| \| \| \| \| \| Marcatori \| Zhang Ouying Han Duan \| |           |                       |      |  |
|                                                         |           |                       |      |  |
|                                                         | Marcatori | Zhang Ouying Han Duan |      |  |

| Silves 18 marzo 2004 | Norvegia | 0 – 0 | Cina |  |

| Lagos 18 marzo 2004                                      | Finlandia | 1 – 2         | Italia |  |
| \| \| \| \| \| Valkonen \| Marcatori \| Panico Pasqui \| |           |               |        |  |
|                                                          |           |               |        |  |
| Valkonen                                                 | Marcatori | Panico Pasqui |        |  |

### Gruppo C
| Squadra          | Pt | G | V | N | P | GF | GS | DR |
| ---------------- | -- | - | - | - | - | -- | -- | -- |
| Portogallo       | 6  | 3 | 2 | 0 | 1 | 7  | 3  | +4 |
| Galles           | 6  | 3 | 2 | 0 | 1 | 6  | 4  | +2 |
| Grecia           | 6  | 3 | 2 | 0 | 1 | 3  | 3  | 0  |
| Irlanda del Nord | 0  | 3 | 0 | 0 | 3 | 1  | 7  | -6 |

| Faro 14 marzo 2004                             | Grecia    | 1 – 0 | Galles |  |
| \| \| \| \| \| Papadopoulou \| Marcatori \| \| |           |       |        |  |
|                                                |           |       |        |  |
| Papadopoulou                                   | Marcatori |       |        |  |

| Faro 14 marzo 2004                                           | Portogallo | 2 – 0 | Irlanda del Nord |  |
| \| \| \| \| \| Carla Couto Mónica Ribeiro \| Marcatori \| \| |            |       |                  |  |
|                                                              |            |       |                  |  |
| Carla Couto Mónica Ribeiro                                   | Marcatori  |       |                  |  |

| Albufeira 16 marzo 2004                           | Irlanda del Nord | 0 – 2           | Grecia |  |
| \| \| \| \| \| \| Marcatori \| Agapitou Tefani \| |                  |                 |        |  |
|                                                   |                  |                 |        |  |
|                                                   | Marcatori        | Agapitou Tefani |        |  |

| Albufeira 16 marzo 2004                                    | Portogallo | 2 – 3        | Galles |  |
| \| \| \| \| \| Carla Couto \| Marcatori \| Daley Foster \| |            |              |        |  |
|                                                            |            |              |        |  |
| Carla Couto                                                | Marcatori  | Daley Foster |        |  |

| Guia 18 marzo 2004                                                | Galles    | 3 – 1  | Irlanda del Nord |  |
| \| \| \| \| \| C. Jones H. Jones Ludlow \| Marcatori \| Turner \| |           |        |                  |  |
|                                                                   |           |        |                  |  |
| C. Jones H. Jones Ludlow                                          | Marcatori | Turner |                  |  |

| Faro 18 marzo 2004                            | Portogallo | 3 – 0 | Grecia |  |
| \| \| \| \| \| Tânia Pinto \| Marcatori \| \| |            |       |        |  |
|                                               |            |       |        |  |
| Tânia Pinto                                   | Marcatori  |       |        |  |

## Incontri per i piazzamenti

### Incontro per l'undicesimo posto
| Montechoro 20 marzo 2004                   | Grecia    | 2 – 0 | Irlanda del Nord |  |
| \| \| \| \| \| Agapitou \| Marcatori \| \| |           |       |                  |  |
|                                            |           |       |                  |  |
| Agapitou                                   | Marcatori |       |                  |  |

### Incontro per il nono posto
| Ferreiras 20 marzo 2004                                            | Galles    | 0 – 4                            | Finlandia |  |
| \| \| \| \| \| \| Marcatori \| Kalmari Rantanen Talonen Mäkinen \| |           |                                  |           |  |
|                                                                    |           |                                  |           |  |
|                                                                    | Marcatori | Kalmari Rantanen Talonen Mäkinen |           |  |

### Incontro per il settimo posto
| Loulé 20 marzo 2004                              | Portogallo | 0 – 1          | Danimarca |  |
| \| \| \| \| \| \| Marcatori \| A.D.E. Nielsen \| |            |                |           |  |
|                                                  |            |                |           |  |
|                                                  | Marcatori  | A.D.E. Nielsen |           |  |

### Incontro per il quinto posto
| Olhão 20 marzo 2004                                                                    | Svezia               | 1 – 1      | Cina |  |
| \| \| \| \| \| Svensson \| Marcatori \| Fan Yunjie \| \| \| Tiri di rigore 5 – 4 \| \| |                      |            |      |  |
|                                                                                        |                      |            |      |  |
| Svensson                                                                               | Marcatori            | Fan Yunjie |      |  |
|                                                                                        | Tiri di rigore 5 – 4 |            |      |  |

### Incontro per il terzo posto
| Faro 20 marzo 2004                                                                                      | Francia              | 3 – 3          | Italia | Estádio Algarve |
| \| \| \| \| \| Pichon Coquet Tonazzi \| Marcatori \| Panico Gazzoli \| \| \| Tiri di rigore 4 – 3 \| \| |                      |                |        |                 |
| |                      |                |        |                 |
| Pichon Coquet Tonazzi                                                                                   | Marcatori            | Panico Gazzoli |        |                 |
| | Tiri di rigore 4 – 3 |                |        |                 |

### Finale
| Faro 20 marzo 2004                                | Stati Uniti | 4 – 1 referto | Norvegia | Estádio Algarve |
| \| \| \| \| \| Wambach Tarpley \| Marcatori \| \| |             |               |          |                 |
|                                                   |             |               |          |                 |
| Wambach Tarpley                                   | Marcatori   |               |          |                 |

## Classifica finale
| Posizione | Squadra          |
| --------- | ---------------- |
| 1         | Stati Uniti      |
| 2         | Norvegia         |
| 3         | Francia          |
| 4         | Italia           |
| 5         | Svezia           |
| 6         | Cina             |
| 7         | Danimarca        |
| 8         | Portogallo       |
| 9         | Finlandia        |
| 10        | Galles           |
| 11        | Grecia           |
| 12        | Irlanda del Nord |

## Classifica marcatrici
4 reti
- Abby Wambach

3 reti
- Han Duan
- Marinette Pichon
- Regina Agapitou
- Patrizia Panico
- Carla Couto
- Tânia Pinto

2 reti
- Sonia Bompastor
- Cheryl Foster
- Maria Ilaria Pasqui
- Hege Riise
- Angela Hucles

1 rete
- Fan Yunjie
- Zhang Ouying
- Anne Dot Eggers Nielsen
- Jessica Julin
- Laura Österberg Kalmari
- Anne Mäkinen
- Anna-Kaisa Rantanen
- Sanna Talonen
- Sanna Valkonen
- Hoda Lattaf
- Amélie Coquet
- Hoda Lattaf
- Laëtitia Tonazzi
- Anastasia Papadopoulou
- Angeliki Tefani
- Chiara Gazzoli
- Kim Turner
- Katie Sherwood
- Ceryl Jones
- Helen Jones
- Jayne Ludlow
- Solveig Gulbrandsen
- Unni Lehn
- Heidi Pedersen
- Anne Tønnessen
- Mónica Ribeiro
- Mia Hamm
- Heather Mitts
- Cat Reddick
- Lindsay Tarpley
- Malin Andersson
- Salina Olsson
- Josefine Öqvist
- Anna Sjöström